# Bergüzar Korel
Bergüzar Korel (Istanbul, 27 agosto 1982) è un'attrice turca.

## Biografia
Figlia di Tanju Korel, attore di origini adighè, e della moglie Hülya Darcan, ha studiato teatro presso l'Università di Belle Arti Mimar Sinan.
Compie il suo esordio cinematografico nel 1998 con il film Şen Olasın Ürgüp. Segnalatasi nel ruolo di Leyla nella pellicola Kurtlar Vadisi: Irak (2006), ottiene ulteriore fama a livello nazionale grazie all'interpretazione di Şehrazat Evliyaoğlu nella serie televisiva Binbir Gece, in onda dal 2006 al 2009. Nel 2012 è protagonista, assieme a Feride Şadoğlu, della popolare serie Karadayı.

### Vita personale
Nell'agosto 2009 ha sposato il collega Halit Ergenç, suo coprotagonista nella serie Binbir Gece. La coppia ha tre figli, il primo, nato nel 2010, il secondo nel 2020 e la terza figlia nel 2021.

## Filmografia

### Cinema
- Şen Olasın Ürgüp, regia di Aydın Sayman (1999)
- Kurtlar Vadisi Irak, regia di Serdar Akar (2006)
- Aşk Geliyorum Demez, regia di Murat Şeker (2009)
- Bir Aşk İki Hayat, regia di Ali Bilgin (2019)

### Televisione
- Kırık Hayatlar - serie TV (1998)
- Cemalım - serie TV (2001)
- Zeytin Dalı - serie TV (2005)
- Emrah Adak - serie TV (2006)
- Binbir Gece - serie TV (2006–2009)
- Bitmeyen Şarkı - serie TV (2010–2011)
- Il secolo magnifico (Muhteşem Yüzyıl) - serie TV, 1 episodio (2011)
- Karadayı - serie TV (2012–2015)
- Vatanım Sensin - serie TV (2016–2018)